# Spital am Pyhrn
Spital am Pyhrn är en ort och kommun i Österrike. Den ligger i distriktet Kirchdorf i förbundslandet Oberösterreich,  160 km väster om huvudstaden Wien. 
Kommunen består av fem orter (Ortschaften) (inom parentes invånarantal 1 januari 2024):
- Fahrenberg (46)
- Gleinkerau (292)
- Oberweng (222)
- Seebach (207)
- Spital am Pyhrn (1 517)